# Антонін (Грановський)
Антонін Грановський (офіційно — Олександр Андрійович Грановський; 9 (21) листопада 1865, Хорішки Кобеляцького повіту — 14 січня 1927, Москва) — український релігійний діяч, церковний педагог, автор проектів літургійних реформ у православній церкві.
У часи більшовизму — один з лідерів Православної церкви в СРСР, голова Союзу «Церковне відродження», митрополит Московський ПЦ СРСР (1922—23).

## Біографія
Народився в українській родині. Закінчив Полтавську духовну семінарію і Київську духовну академію (1891). Магістр богослов'я (1902).
Займав посади наглядача Московського (1891) і Києво-Подільського (1893) духовних училищ, інспектора Тульської семінарії (1895), викладача Холмської семінарії (1897).
1898 року введений у сан архімандрита і призначений ректором Благовіщенської (на Амурі) духовної семінарії. З 1899 — цензор (з 1901 — старший цензор) С.-Петербурзького духовного цензурного комітету. З 1903 — єпископ Нарвський, вікарій С.-Петербурзької єпархії.
У грудні 1913 року призначений єпископом Владикавказьким і Моздокським.
В 1922 році очолив одну з течій обновленського руху — «Церковное возрождение», ставши її першим архієреєм. Налагодив видавництво однойменного журналу. У сані митрополита головував на Всеросійському з‘їзді ВЦУ у Москві (липень 1922) та першому засіданні Всеросійського помісного собору (травень 1923).
15 квітня 1924 року патріарх РПЦ МП Тихон Бєлавін заборонив йому священнослужіння, проте сам владика Антонін цього рішення не визнав і продовжив пастирську діяльність.

## Останні дні
Залишився з невеликою кількістю прихильників: кількома сотнями віруючих, об'єднаних в общину в колишньому Заіконоспаському монастирі, а також були невеликі громади в Ленінграді, Володимирській області та в Україні (Харківщина).
Серед його соратників найбільш відомі єпископ Василій Лебедєв, сільський священик, висвячений самим Антоніном 1923 року в єпископи, і протоієрей Костянтин Смирнов, як і Антонін, активний прихильник літургійних реформ.
Жив у бідності.